# بیسمارک (داکوتای شمالی)

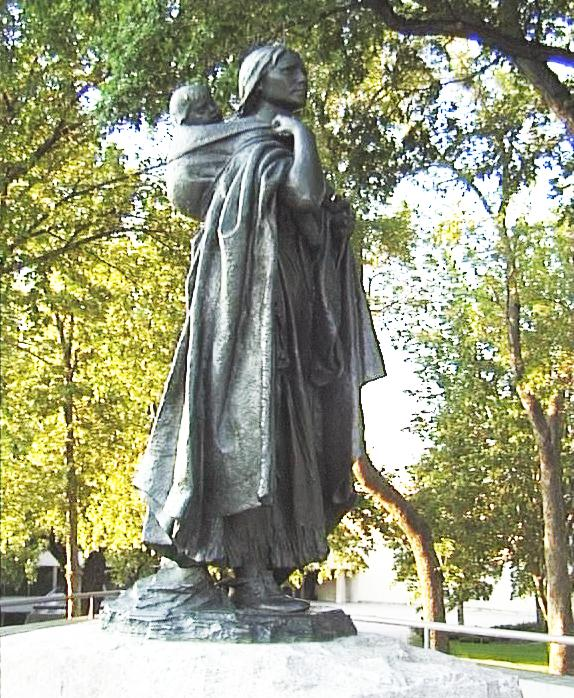
تندیس سرخ‌پوستی بنام «سیکاکاویا»، مشهور به «بانوی پرنده»، در میدان مرکزی شهر بیسمارک.

بیسمارک (به انگلیسی: Bismarck) با تلفظ صحیح بیزمارک مرکز ایالت داکوتای شمالی آمریکاست.
این شهر پس از فارگو، پرجمعیت‌ترین شهر داکوتای شمالی است.